# Schmetterling und Taucherglocke
Schmetterling und Taucherglocke (Originaltitel Le scaphandre et le papillon) ist eine französische Filmbiografie aus dem Jahr 2007 von Regisseur Julian Schnabel. Das Drehbuch schrieb Ronald Harwood nach dem gleichnamigen, autobiografischen Roman von Jean-Dominique Bauby.

## Handlung
Der 43-jährige Jean-Dominique Bauby, Chefredakteur der französischen Ausgabe der Zeitschrift Elle und von Freunden nur Jean-Do genannt, erleidet am 8. Dezember 1995 einen Schlaganfall im Bereich des Hirnstamms und fällt in ein Koma. Als er nach 20 Tagen erwacht, ist er am ganzen Körper gelähmt und kann nur noch das linke Augenlid bewegen, ist jedoch geistig ohne Einschränkungen und bekommt alles um sich herum mit. Die Ärzte stellen an ihm das sogenannte Locked-in-Syndrom fest. Die Logopädin Henriette Durand erarbeitet mit ihm eine Kommunikationsmöglichkeit über eine Tafel, auf der die Buchstaben nach deren Häufigkeit in der französischen Sprache aufgereiht sind. Sie liest ihm die Buchstaben vor und sobald der richtige Buchstabe genannt ist, zwinkert er mit dem Auge. Zunächst will Jean-Do jedoch nicht kommunizieren, er fühlt sich in seinem Körper eingeschlossen und will nur möglichst schnell sterben. Die Physiotherapeutin Marie Lopez trainiert mit ihm besonders die Lippen und die Zunge, um ihn zur Sprache zurückzuführen. Mehr als das Bilden von Grunzlauten gelingt ihm jedoch nicht. Die Therapeutinnen bewirken aber, dass er mit seiner Situation einen neuen Lebensweg beschreitet.
Bauby begreift, dass er geistig aktiv und frei ist wie ein Schmetterling. Auch seine Kreativität und seine Erinnerungen sind ihm geblieben. So beschließt er, mit Hilfe seiner neuen Kommunikationsmethode ein Buch zu diktieren. Buchstabe für Buchstabe diktiert er und reflektiert sein Leben und seine Beziehungen zu den Menschen, die ihm nahestehen. Da ist die Mutter seiner drei Kinder, Céline Desmoulins, die er vor kurzem erst verlassen hat und die ihn zunächst allein, dann mit den Kindern im Krankenhaus besucht. Sein 92-jähriger Vater kann ihn nicht mehr besuchen kommen, da der alte Mann nicht mehr selbst Treppen steigen und seine Wohnung verlassen kann. Seine aktuelle Geliebte kommt ihn auch nicht besuchen – sie lässt ausrichten, dass sie ihn lieber so in Erinnerung behalten möchte, wie er vor dem Gehirnschlag war. Bauby muss erkennen, dass er zwar ein erfolgreiches Leben geführt hat, doch kein liebenswerter Mensch war, der nun die Zuwendung seiner Nächsten erwarten kann. Sein Buch bringt er schließlich zu Ende. Der Film endet mit der Texteinblendung: „Jean-Dominique Bauby starb am 9. März 1997, 10 Tage nach Erscheinen seines Buches“. Im Abspann lässt Schnabel Aufnahmen von ins Wasser stürzendem Gletschereis rückwärtslaufen, untermalt mit Songs von Joe Strummer und Tom Waits.

## Hintergrund
- Das französische Wort scaphandre im Originaltitel bedeutet eigentlich Tauchanzug bzw. Helmtauchgerät (deutsch veraltet: Skaphander). Im Film wird auch ein entsprechendes Helmtauchgerät dargestellt und keine Taucherglocke wie es der deutsche Titel vorgibt.
- Lenny Kravitz hat im Film einen kurzen Gastauftritt und spielt sich darin selbst.
- Olatz López Garmendia, welche im Film Marie Lopez spielt, ist die Ehefrau von Regisseur Julian Schnabel.
- Die Dreharbeiten begannen im Oktober 2006. Gedreht wurde in Berck (die Krankenhaus-Szenen wurden dort im tatsächlichen Krankenhaus Hôpital Maritime gefilmt, in dem Jean-Dominique Bauby behandelt wurde), sowie in Lourdes.
- Der Film spielte in den Kinos weltweit rund 20 Millionen US-Dollar ein, davon rund 2 Millionen US-Dollar in Deutschland.
- Die Erstaufführung fand am 22. Mai 2007 im Rahmen des Wettbewerbs der Internationalen Filmfestspiele von Cannes 2007 statt. Kinostart in Frankreich war am 23. Mai 2007, in Deutschland am 27. März 2008.

## Kritik
Schmetterling und Taucherglocke erhielt ein sehr gutes Presseecho, was sich auch in den Auswertungen US-amerikanischer Aggregatoren widerspiegelt. So ermittelt Metacritic aus den vorliegenden Bewertungen „Einhelliges Kritikerlob“. Rotten Tomatoes erfasst fast ausschließlich wohlwollende Besprechungen und ordnet den Film dementsprechend als „Zertifiziert Frisch“ ein. Dort formuliert man den Konsens:

“Breathtaking visuals and dynamic performances make The Diving Bell and the Butterfly a powerful biopic.”

„Atemberaubende Bilder und dynamische Darstellungen machen den Film zu einer beeindruckenden Filmbiografie“

Die deutschsprachige Filmkritik war sich in ihrem uneingeschränkten Lob für Schmetterling und Taucherglocke weitgehend einig. Es hieß, Bauby erzähle in seinem Buch mit Leichtigkeit und Witz, und der Film sei eine geniale Visualisierung der Vorlage. Er meide kitschiges oder falsches Pathos, ebenso wie Moral und religiöse Transzendenz. Regisseur Schnabel verliere nie die humane Dimension aus den Augen. Der Tonfall, in dem die Hauptfigur zum Publikum spricht, sei ironisch, melancholisch, frei von Selbstmitleid, „unspekulativ wie unspektakulär“ und „atemberaubend unsentimental“. Man entdecke einen fast schwerelosen Film, der heiter sei, immer wieder befreiende Komik und Galgenhumor biete. Er finde Positives im Unglück und verstärke die im Buch angelegte Selbstironie weiter. Er sei „kein Film über ein schreckliches Schicksal, sondern über die Größe des menschlichen Geistes.“ Dank Erinnerungen und der Phantasie finde die Erzählung zu großer Leichtigkeit.
Kameramann Janusz Kamiński versetze uns auf atemberaubende Weise ins Innere Baubys, lasse uns seinen Zustand miterleiden, führe danach aber aus diesem Zustand heraus. So gerate die Geschichte zu einer Allegorie auf das Medium Kino, da die Zuschauer beim Betrachten ähnlich eingeschlossen sind wie Bauby. Der Bildersog schaffe ein „überwältigendes Mitgefühl“. Poetisch und grandios seien die Bilder dieses „überaus sinnlichen“ Films, der überwältigend schön und reich an visuellen Ideen sei. Der Kameramann sei „ingeniös“ „brillant“ und hätte hohe Auszeichnungen verdient. Seine originellen Kameraeffekte seien nicht Selbstzweck, sie stünden ganz im Dienst der Geschichte, für die sie eine eigene Semiotik entwickeln. Baubys Darsteller Mathieu Amalric, der zum Schauspielen wenig Spielraum hat, sei „famos“ oder „tadellos“, nutze mitreißend seine Stimme, und spiele klugerweise zurückgenommen. Es war auch von einem „erlesen zusammengestellten Ensemble“ und einem „meisterlichen“ Max von Sydow die Rede.

## Auszeichnungen
Der Film gewann insgesamt 68 Filmpreise und wurde für 187 weitere nominiert.
- Zur Oscarverleihung 2008 war der Film in vier Kategorien nominiert: Julian Schnabel für Beste Regie, Ronald Harwood für Bestes adaptiertes Drehbuch, Janusz Kaminski für Beste Kamera und Juliette Welfling für Bester Schnitt.
- Golden Globe Awards 2008: Julian Schnabel gewann in der Kategorie Beste Regie und der Film als Bester fremdsprachiger Film. Darüber hinaus war Ronald Harwood in der Kategorie Bestes Filmdrehbuch nominiert.
- Bei der Verleihung des César 2008 gewann Mathieu Amalric als Bester Hauptdarsteller und Juliette Welfling in der Kategorie Bester Schnitt. In fünf weiteren Kategorien war der Film nominiert: Bester Film, Beste Regie, Beste Kamera, Bestes adaptiertes Drehbuch, Bester Ton.
- Internationale Filmfestspiele von Cannes 2007: Julian Schnabel gewann einen Preis für Beste Regie, zudem war der Film im Wettbewerb um die Goldene Palme nominiert.
- Der Film gewann einen Gilde-Filmpreis 2008 in der Kategorie Ausländischer Film.
- 2016 belegte Schmetterling und Taucherglocke bei einer Umfrage der BBC zu den 100 bedeutendsten Filmen des 21. Jahrhunderts den 77. Platz.

### Buchvorlage
- Jean-Dominique Bauby: Schmetterling und Taucherglocke (Originaltitel: Le scaphandre et le papillon). Deutsch von Uli Aumüller. Sonderausgabe. Deutscher Taschenbuch-Verlag (dtv), München 2008, 133 S., ISBN 978-3-423-08393-5

### Gespräche zum Film
- Mit Julian Schnabel im Focus Magazin, 17. März 2008, S. 110–111: „Wir sind alle Gefangene!“
- Mit Julian Schnabel in der Frankfurter Rundschau, 26. März 2008, Magazin, S. 40: Gegen die Todesangst
- Mit Julian Schnabel in der Berliner Zeitung, 27. März 2008, Kulturkalender, S. 2: Im Kopf des Patienten

### Kritikenspiegel
Die folgenden Kritiken sind alle positiv ausgefallen:
- Cinema Nr. 4/2008, S. 54, von Ulrike Schröder: Schmetterling und Taucherglocke
- epd Film Nr. 4/ 2008, S. 39, von Barbara Schweizerhof: Schmetterling und Taucherglocke
- film-dienst Nr. 7/2008, S. 30, von Ulrich Kriest: Schmetterling und Taucherglocke
- Frankfurter Allgemeine Zeitung, 26. März 2008, S. 33, von Michael Althen: Das Leben und nichts als das Leben
- Frankfurter Rundschau, 27. März 2008, S. 35, von Michael Kohler: Begraben im eigenen Leib
- Neue Zürcher Zeitung, 28. Februar 2008, S. 47, von Christoph Egger: Der Hirnschlag, das Verstummen, die Liebe, das Meer
- Der Tagesspiegel, 26. März 2008, S. 21, von Jan Schulz-Ojala: Leben, ein Flügelschlag
- taz, 26. März 2008, S. 16, von Bert Rebhandel: Weg vom Alltag
- Welt am Sonntag, 23. März 2008, S. 68, von Sven von Reden: Bilder, wie mit Licht gemalt